# Анновська сільська рада (Белебеївський район)
А́нновська сільська рада (рос. Анновский сельский совет) — муніципальне утворення у складі Белебеївського району Башкортостану, Росія. Адміністративний центр — село Анновка.

## Населення
Населення — 782 особи (2019, 899 в 2010, 821 в 2002).

## Склад
До складу поселення входять такі населені пункти:
| Населений пункт       | Населення, осіб (2002) | Населення, осіб (2010) |
| --------------------- | ---------------------- | ---------------------- |
| Анновка, село         | 333                    | 325                    |
| Ількіно, присілок     | 342                    | 417                    |
| Краснорічка, присілок | 2                      | 5                      |
| Орловка, присілок     | 6                      | 4                      |
| Чеганли, присілок     | 138                    | 148                    |